# طفرة انزياح الإطار

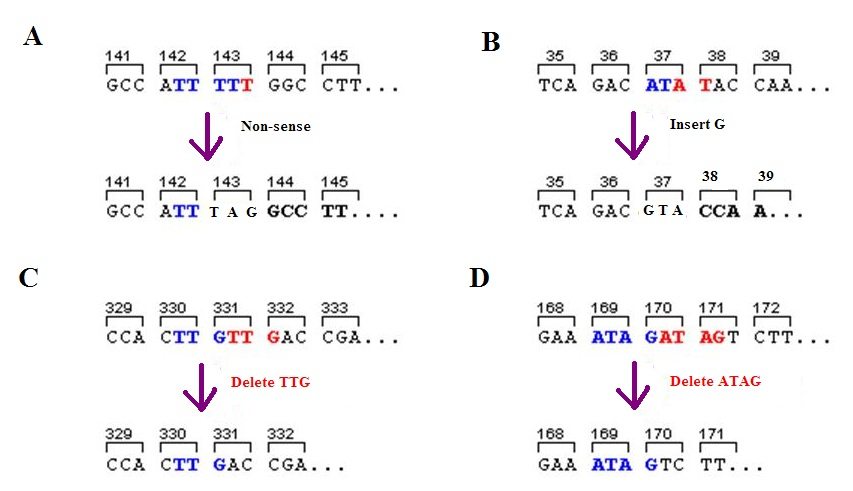
طفرات إنديل مختلفة: اللوحة C تبين حذفا بسيطا وليست طفرة انزياح الإطار.

طَفْرَةُ انْزِياحِ الإِطار في علم الجينات (بالإنجليزية: frameshift mutation) هو حدوث طفرة جينية بسبب إنديل (غرز أو حذف عدد من النوكليدات) في جين أو في الدنا، بحيث يكون عدد أزواج القواعد المغروزة أو المحذوفة لا يقبل القسمة على 3 .
كل كودون مكون من 3 قواعد نتروجينية متتالية على سلسلة الرنا، وتتراص الكودونات على سلسلة الرنا كما تتراص على الدنا. ونظرا للطبيعة الثلاثية للتعبير الجيني عن طرق الكودونات فإن غرز (وراثة) أو حذف كودونات يغير من قراءة الإطار الجيني (تسلسل الكودونات) مما ينتج ترجمة للجين بطريقة مختلفة عن الأصل.
وكلما كان الغرز أو الحذف متقدما في التسلسل كلما تغير البروتين الناتج. إن طفرة انزياح الإطار لا يعادل تغير أحد النوكليتيدات منفردا، حيث «يستبدل» نوكليد لنوكليد آخر وليس مجرد عبارة عن حذف أو غرز لجزي. فإن تأثير طفرة انزياح الإطار سوف تجعل قراءة الكودونات بعد الطفرة تنتج شفرات لأحماض أمينية (بروتينات) مختلفة عن الأصل. وسوف تغير طفرة انزياح الإطار كذلك أول كودون توقف ("UAA"أو "UGA" أو "UAG") عند قراءة التسلسل. وقد يكون البوليببتيد (بروتين) الناتج مشوها، فقد يكون قصيرا جدا أو يصبح زائدا الطول - ويكون في أغلب الأحوال فاقدا وظيفته.

## تفسير
توجد البيانات الجينية على الدنا منظمة في هيئة قواعد ثلاثية (كودونات)، وكل ثلاثة من القواعد تشيفر نوعا من الأحماض الأمينية. فإذا اختفى عدد من القواعد وكان عددها لا يقبل القسمة على 3 أثناء طفرة (حذف (وراثة)) أو انغرز هذا العدد في الدنا (غرز (وراثة) في الدنا)، فيحدث تغير في قراءة التسلسل خلف طفرة القاعدة الثلاثية. ونتيجة ذلك هو أن تسلسل القواعد الثلاثية خلف الطفرة يتغير. وبالتالي يحدث أن يترجم خلف الطفرة نوع آخر من الأحماض الأمينية أو قد يحدث توقف في الترجمة، حيث أن الطفرة يمكن أن تكون قد كونت كودون ختامي.
ومع أن الطفرة قد تكون مجرد غرز أو حذف قاعدة نيتروجينية واحدة، إلا أن تأثيرها من الممكن أن يكون جسيما.

## الحذف
- تسلسل قواعد أصلي:

… GCC AAT AGT GCT CTA ACG …
- حذف قاعدة واحدة: A (القاعدة الأولى في الكودون الثالث)

… GCC AAT GTG CTC TAA CG …

## الغرز
- تسلسل قواعد أصلي:

… GCC AAT AGT GCT CTA ACG …
- غرز قاعدة واحدة: T (القاعدة الأولى في الكودون الثاني)

… GCC TAA TAG TGC TCT AAC G …